# Сунанд Трямбак Джоші
Сунанд Трямбак Джоші (англ. Sunand Tryambak Joshi; нар. 22 червня 1958) — американський літературний критик, чия робота значною мірою зосереджена на дивній і фантастичній фантастиці, особливо на житті і творчості Г. Ф. Лавкрафта та пов'язаних з ним письменників.

## Життя
Народився в Індії, живе в США з літа 1963 року, мешкає в Нью-Йорку. Одружений з Леслі Г. Боба. 1982 року отримав ступінь бакалавра мистецтв, а згодом — магістра в Університеті Брауна. Був нагороджений стипендією Пола Елмера Мора в галузі класичної філософії для навчання в докторантурі Прінстонського університету.

## Твори
Біографія Говарда Філліпса Лавкрафта «Г. Ф. Лавкрафт: Життя» (англ. H.P. Lovecraft: A Life), безумовно, є однією з його головних робіт на сьогоднішній день і була нагороджена премією Брема Стокера в 1996 році. На 700 сторінках викладено відносно нерівномірне життя Лавкрафта. Зокрема, Джоші цікавить інтелектуальний розвиток Лавкрафта, який він пройшов за своє коротке життя і який дозволив йому стати однією з найвпливовіших літературних постатей США 1930-х років. Щоправда, це сходження було досягнуто вже після смерті письменника, завдяки його літературному спадкоємцю Августу Дерлету, якому для цього навіть довелося заснувати власне видавництво — «Аркхем Хаус».
Зростання значення творчості Лавкрафта, відносно невеликої за обсягом, було непередбачуваним навіть для впливових літературних критиків, а за обсягом (видань) цілком порівнянне з творчістю Дж. Р. Р. Толкіна. З цієї причини С. Т. Джоші відчув себе зобов'язаним написати обґрунтовану біографію Лавкрафта, після того, як біографія Ліона Спрага де Кампа здалася йому недостатньо обґрунтованою.
У 2004 році написав книгу «Еволюція химерного оповідання» (англ. The Evolution of the Weird Tale) присвячену історіїї химерної фантастики, в якій згадував таких авторів як Вільям Чемберс Морроу.
У 2005 та 2013 роках отримав Всесвітню премію фентезі у номінації «Спеціальний продюсер». У 1995 році разом зі Стефаном Р. Дем'яновичем та Майклом А. Моррісоном отримав Британську премію фентезі як редактор невеликого видавництва Necrofile. У 2015 році отримав її за нон-фікшн книгу «Листи до Аркхему».